# St. Lambert (Baudenbach)

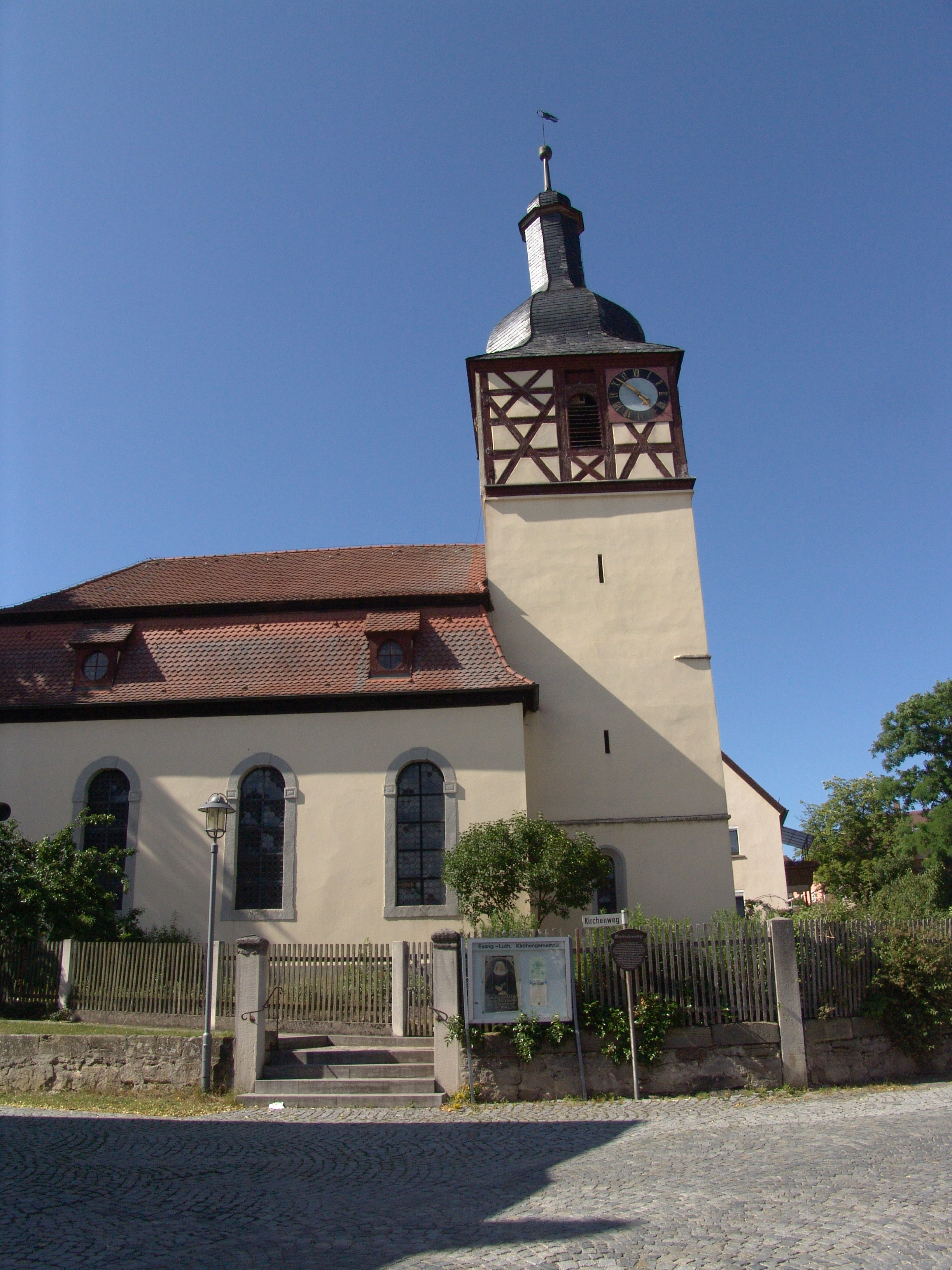
St. Lambert (Baudenbach)

Die evangelische Kirche St. Lambert ist ein denkmalgeschütztes Kirchengebäude, das in Baudenbach, einem Markt im Landkreis Neustadt an der Aisch-Bad Windsheim (Mittelfranken, Bayern), steht. Das Bauwerk ist unter der Denkmalnummer D-5-75-113-2 als Baudenkmal in die Bayerische Denkmalliste eingetragen. Die Kirche gehört zur Pfarrei Baudenbach im Evangelisch-Lutherischen Dekanat Neustadt an der Aisch im Kirchenkreis Nürnberg der Evangelisch-Lutherischen Kirche in Bayern.

## Beschreibung
Der Chorturm der Saalkirche war 1497 vollendet. Er wurde jedoch 1685 mit einem Geschoss aus Holzfachwerk aufgestockt, das die Turmuhr und den Glockenstuhl beherbergt, und mit einer schiefergedeckten Welschen Haube bedeckt. 1723 wurde das Langhaus verlängert. 1846 wurde es mit einem Mansarddach bedeckt. In diesem Jahr wurde auch die Sakristei angebaut. Der Innenraum des Langhauses, der an zwei Seiten doppelstöckige Emporen hat, ist mit einem Spiegelgewölbe überspannt, der des eingezogenen Chors, d. h. das Erdgeschoss des Chorturms, mit einem Kreuzrippengewölbe. Im Schlussstein des Chorbogens ist das Wappen der Hohenzollern zu sehen. Das Altarretabel stammt von 1725, die Kanzel bereits vom Ende des 17. Jahrhunderts, ihr Schalldeckel allerdings auch von 1725. Die Orgel mit 9 Registern, einem Manual und einem Pedal wurde 1890 von Johannes Strebel gebaut.

## Ehemalige Wehrkirche
Wahrscheinlich entstand die Baudenbacher Kirchenburg unter markgräflicher Herrschaft Ende des 15. Jahrhunderts. Teile der spätmittelalterlichen befestigten Kirchhofmauer aus Bruchsteinen sind noch erhalten und sind zugehörig der Denkmalnummer D-5-75-113-2 als Baudenkmal in die Bayerische Denkmalliste eingetragen.